# 克熱舒夫修道院

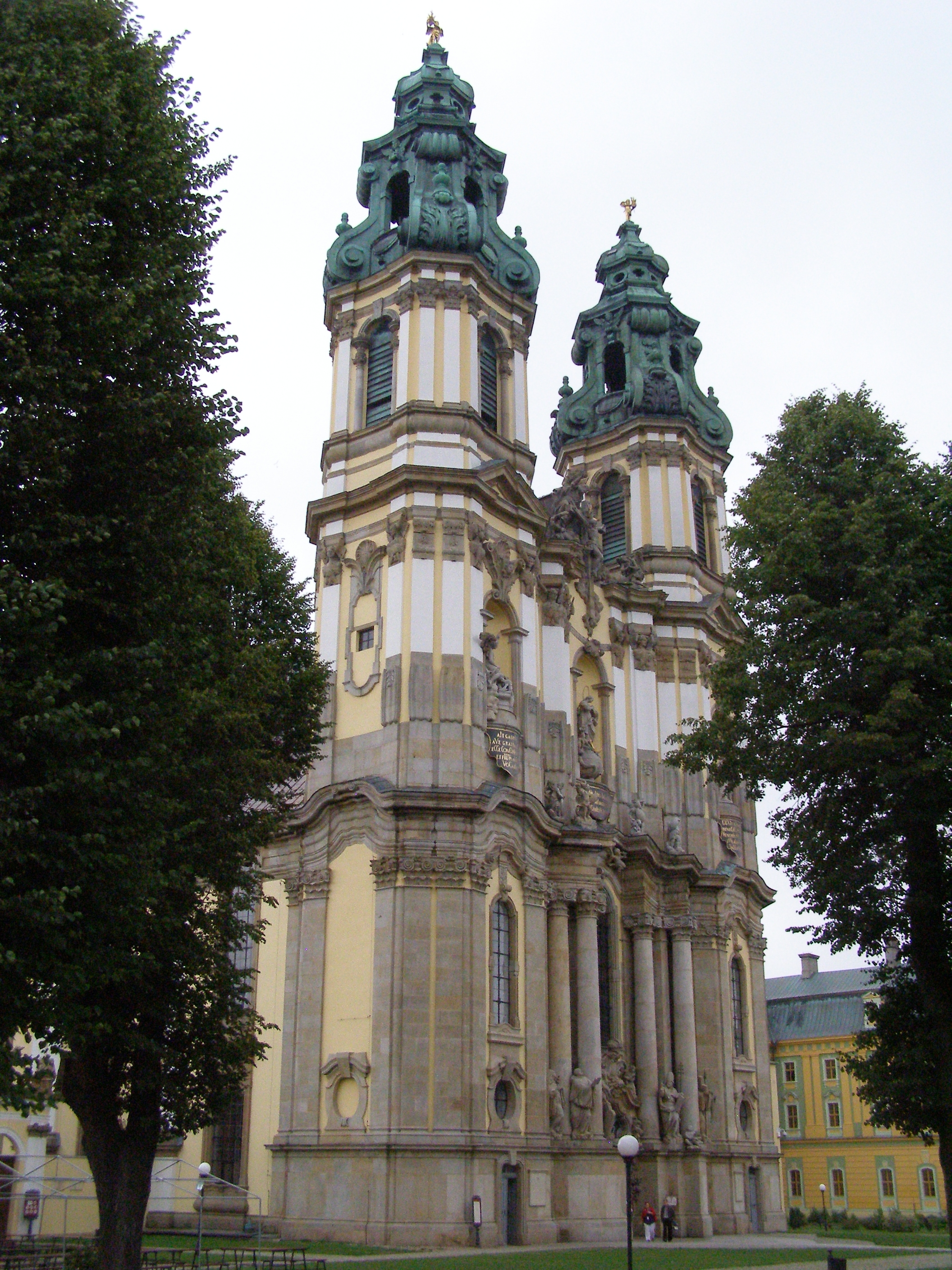
克熱舒夫修道院

克熱舒夫修道院（Krzeszów Abbey），舊稱格魯索修道院（波蘭語：Klasztor w Krzeszowie），是位於波蘭下西里西亞省的一座修道院。這座修道院始建於1242年，最初是一座本篤會修道院 or Grüssau-Wimpfen.。現在該建築是波蘭國家歷史古蹟之一。

## 外部連結
- Friends of Grüssau Abbey （德文）
- FotoKrzeszow （波兰語）
- View of the abbey from the drone （页面存档备份，存于）
- Virtual Tour （页面存档备份，存于）